# 雪佛蘭小缸體引擎
雪佛蘭小缸體引擎（Chevrolet Small-block Engine）是由通用汽車生產主要用於雪佛蘭型汽車的一系列V8引擎。得名於其相對較小的汽缸本體。在同時期雪佛蘭亦有“大缸體”引擎（Chevrolet Big-block Engine）。雖然“大缸體”引擎中排氣量最小的種類比小缸體中排氣量最大的來的小，但總體上講小缸體引擎排氣量在6.6升（400立方英吋）以內，體積小，重量輕。當前LT系列引擎和LS系列引擎可以看作是第二代和第三/四代小缸體，而LT/EcoTech3則為第五代衍生產品。但一般說的“小缸體”（Small-block）特指從1955年到2003年生產的第一代小缸體引擎。該引擎由通用工程師艾德·科爾（Ed Cole）主持開發，科爾也因此而被提升為通用公司首席執行官。
小缸體引擎於1954年秋季投入生產，裝備次年款的車型。最初排氣量為4.3升（265立方英尺），到1970年，排氣量最大已經達到6.6升（400立方英吋）。隨著科技的發展小缸體引擎也在做逐步的技術改進，如用燃油噴射取代化油器，其中生產最久的為5.7升（350立方英吋）引擎，從1967年一直到2003年小缸體全部停產，廣泛用於各種不同類型的車輛，成為了通用汽車標準V8引擎。除了低端的土星汽車以外，5.7升小缸體裝備了通用公司旗下全部品牌的汽車和卡車。
1990年代通用逐步推出的小缸體的第二代LT和第三代LS系列引擎，最終在2003年完全停產。但目前通用仍在墨西哥的工廠少量生產第一代小缸體引擎，單獨出售用於汽車改裝和直線競速賽等目的。據統計總產量超過一億台（2009年11月統計）。在某種程度上，目前在產的LT和LS系列引擎仍然具備不少最初小缸體引擎的特徵。

小缸體曾數次華德十大最佳汽車引擎上榜。

## 概況
1955年小缸體引擎第一次投入生產，排量為4.3升（265立方英吋），裝備第一代科爾維特C1跑車和Bel Air型全尺寸敞蓬車。在隨後一系列量產車競速賽（Stock Car Race）中，該引擎廣受好評並且積累了不錯的聲譽。因其動力強勁，被戲稱為“太空飛鼠”（Mighty Mouse，得名於美國同名卡通漫畫），並簡化稱為“老鼠”（Mouse）。通用汽車因次也大受鼓舞，對小缸體引擎進行深入研究改進。1957年，通用推出了4.6升（283立方英吋）引擎，裝備了羅切斯特公司提供的機械式燃油噴射裝置。其功率密度達到1立方英吋1馬力（升功率46.875千瓦）。該引擎順利的取代了第一批次4.3升引擎，成為雪佛蘭型車主力V8引擎。之後，5.4升（327立方英吋）高輸出引擎也投產，將功率密度提高到1英吋1.15馬力（升功率53.9千瓦），總最大輸出功率為375馬力（280千瓦）。
在所有小缸體引擎中，排量為5.7L（350立方英吋）是最為知名，生產時間也是最久的一型。其裝備了通用各系列產品，包括家庭轎車，跑車，旅行車，商用車輛，甚至輪船和飛機上。甚至在初代小缸體引擎完全從通用汽車中淘汰以後，仍然在墨西哥托卢卡的通用工廠裡小批量生產（以"Mr. Goodwrench"為商標）。

## 3.875英吋（98.4mm）缸徑家族
3.875英吋缸徑是小缸體中最原始的系列，也是通用所有V8引擎的共同祖先。無論是“小缸體”，“大缸體”，還是後來的LS系列，LT系列，都可以追溯到這一款引擎。按照立方英吋排氣量單位，該系列有三個品種：265（4.3升），283（4.6升）和307（5.0升），其中前兩者曾廣泛生產並載入史冊。除265引擎外其餘都採用3.875英吋缸徑。265引擎的缸徑略小，為3.75英吋（95.25mm），但技術上和其他兩種有著緊密聯繫故列為一個家族。

### 265
265引擎是雪佛蘭第一款小缸體V8引擎。雖然雪佛蘭早在1917年就生產過V8引擎，但直到265開始雪佛蘭才正式進入了V8時代。1955年投入生產，首先裝備科爾維特C1型，取代了原裝備的162馬力（121千瓦）雙腔化油器型直六引擎。艾德·科爾領導了265引擎的設計小組。他採用了龐帝克引擎的氣門系統。在當時，通用集團內部曾有規定，某一品牌分公司開發出來的技術必須要兩年以後才能被其他品牌分公司所採用。當時龐帝克剛剛研發出了螺栓固定的獨立式球頭連接氣門搖桿，並且註冊了專利。為了不影響雪佛蘭V8引擎開發，通用高層向龐帝克施壓，使其拿出技術和雪佛蘭共享。最後兩個分公司的V8引擎同時採用了相同的氣門系統，並且同時在1955年發布。
265引擎採用了推桿式，液壓式氣門頂桿。缸徑比3.75英吋，衝程3英吋，相鄰氣缸中心距4.4英吋。相對較大的缸徑，較短的衝程帶來良好的低轉速扭矩輸出。這也是後來一系列小缸體，LS，LT引擎的共同特性，在科爾維特上配備的265引擎採用了四腔化油器，功率為180馬力（130千瓦），後升級為195馬力（145千瓦）。而在最初上市的“Bel Air”型家轎上則配備了雙腔化油器，馬力下調為162馬力。後來Bel Air也可以選裝“超級動力包”（包括四腔化油器和重新設計的雙出排氣管），使輸出達到了早期科爾維特的標準。
265引擎汽缸本体用新型“绿沙法”（Green Sand）铸造因为设计年代太早，265引擎没有原裝的机油格。作为补救可以使用附加在节温器上的外挂机油滤器，但因此而造成了改引擎寿命缩短。265引擎本身在亦又所改進。1956年科爾維特上搭載的256引擎可選擇單四腔化油器功率210馬力（160千瓦），雙四腔化油器功率225馬力（168千瓦），或兩個單獨的四腔化油器及高揚程氣門桿，功率最高可達240馬力（180千瓦）。

### 283
283引擎是265的更新換代產品，從1957年起取代265引擎。其缸徑增加到3.875英吋（98.4mm），衝程則和256保持一致（3英吋）。最早一批283引擎由265引擎汽缸本體擴缸而來，因此氣缸壁較薄。後來雪佛蘭重新設計了283引擎的汽缸本體。其從1957年生產到1957年，一共由5種不同功率可以選擇，有配備單化油器，雙化油器，或燃油噴射的版本。功率從185馬力（138千瓦）到315馬力（235千瓦，1961年燃油型）不等。從1958年到1960年，馬力略有小幅提升，從最初的185馬力到283馬力。1957年裝備了Ramject機械式燃油噴射裝置的283引擎最大功率為283馬力，為美國第一台功率密度達到“一立方英吋一馬力”（升功率45千瓦/升排量）的V8引擎。
283也是第一個突破了通用“品牌引擎單用”的引擎，1965年開始在“奇克出租車”（Checker Taxi）上選用。斯圖貝克和通用加拿大分部也於1965-66年採用過該型引擎。

### 307
307引擎則是283引擎的進化版本，從1968年生產到1973年。在技術才可以看作是283和4英吋缸徑系列（327引擎）的雜交品。缸徑仍然維持3.875英吋，但衝程增加了1／4英吋，達到3.25英吋（82.6mm）。其曲軸和327引擎一樣，因此曲軸頸也相應擴大。活塞銷孔的高度也和327引擎一樣。因此有一些改造件能把283改造成307引擎。該引擎除用於雪佛蘭車系外，還用於澳大利亞霍頓汽車和通用南非分部的車輛。該型外型體積類似雪佛蘭230型直六和153型直四引擎。

## 4.000英吋（101.6mm）缸徑家族
4英寸缸径系列是小缸体生产实践最久，也是最为广泛使用的系列，从跑车到商用车辆均有搭载。该系列所有引擎缸体大小类似，甚至一开始连生产序列号也完全通用。1962年刚投产时，曲轴颈为2.30英寸，到了1968年则扩大到2.45英寸。该系列第一台投产的是327引擎，而350则是使用最广泛，生产时间最久的小缸体引擎，并且后来的第二代小缸体LT1/4引擎开发范本。

### 302
302型引擎起初為特製引擎，於1966年專為科邁羅Z/28設計以用於美國跑車俱樂部（Sports Car Club of America）一系列橫穿美國跑車賽事。該賽事1967-1969年度規則規定了引擎排氣量上限為305.1立方英吋（5.0升）。302引擎由327引擎演化而來，其採用了283引擎的曲軸，衝程也和283引擎一樣設定為3英吋。1967年型的302引擎採用了同283完全一致的球墨鑄鐵曲軸，後來換用了鍛造件。其汽缸本體則和327/350引擎通用。和其他該系列引擎一樣，1968年是一個分水嶺，其曲軸柄曲軸頸（rod-journal）從2英吋（50.80mm）增加到2.10英吋（53.34mm），而主曲軸頸從2.30英吋（58.42mm）增加到2.45英吋（62.23mm），与之相对应，活塞连杆以及固定连杆和曲轴颈轴承的销钉也加厚加粗。由于302的出身定位为赛用引擎，其曲轴用表面滲氮硬化的1053中碳钢锻造，配合8英寸（203.20mm）直径的曲轴减震轮，能够适应高转速运转。其他为赛用强化有占3/4油底壳长度的气流挡板（windage tray）以保证机油循环效率；用经过热处理1038中碳钢喷丸锻造并经过磁通探伤检验的“粉红色”活塞连杆；锻造铝合金活塞和浮动插销；以及耐磨高密封性钼合金活塞环。其硬质凸轮轴热车时气门间隙均为0.03英寸（0.762mm），又被称为“30-30 Duntov凸轮轴”（Zora Arkus-Duntov为通用著名工程师，有“克尔维特之父”美誉）。该凸轮轴后来也用于1964-65年327/365引擎（化油器版）和327/375引擎（燃油喷射版）。302引擎还采用了大直径的“202”气门组，直径为2.02英寸（51.31mm），327“双峰型”高性能气缸盖（引擎尾号461开始），表面硬化（呈蓝色条纹）的气门推杆，边缘具孔气门推杆以提高润滑效果，以及弹力更大的气门弹簧。
在生产过程中，302引擎也为了深挖潜力进行不断改进。1967年型开始装备全新设计的铸铝双板式进气歧管（dual-plane intake），使进气气流更佳顺畅。該進氣器官後來也裝備了350型LT-1型引擎。1970年科邁羅Z28則配備了“Q-jet”型化油器。量產的的302引擎對外宣稱最大輸出功率為5800rpm下290馬力（220千瓦），最大扭矩為4800rpm下290英呎·磅（393牛頓·米），但真實數據遠不止於此。據信其壓縮比達到11:1，最大功率376馬力（280千瓦）。而各種改件的使用使得馬力還能飛躍一個台階。

### 327
327引擎是4英寸缸径系列最早投产的，冲程3.25英寸（82.55mm），排量327立方英寸（5.4升）。根据配备的燃油系统（化油器或燃油喷射），凸轮轴，气缸盖，活塞和进气歧管种类不同，最大输出功率从210到375马力。1962年，配备了Cater单四腔化油器，Duntov气门的327引擎能输出340马力（250千瓦）344英尺·磅的最大扭矩，而配备了罗切斯特电喷装置的327增加到360马力，352英尺·磅。1964年生产的L-76型，最大功率增加到365马力，而最大功率的327引擎为配备了电喷装置的L-84，最大输出375马力。L-84一度成为所有量产的自然吸气，单凸轮轴的小缸体V8引擎中，输出功率最大的，直到2001年投产的第三代小缸体LS6（最大功率385马力，最大扭矩385英尺·磅）所超越。
1968年，和其他4英寸系列一样，新生产的327更换较大的曲轴颈。1965年雪佛兰推出了L-79引擎，在L-76基础上更换了锻造活塞和连杆和曲轴，并使用了克尔维特引擎用的气缸盖。但30-30 Duntov气门更换成了液压气门。
和前述265引擎一样，327也配备了雪佛兰以外的车型，如“奇克”生产的出租车，斯图贝克Avanti，霍顿Monaro GTS327等。

### 350
350引擎，衝程為3.48英吋（88.39mm），1967年投產，編號為L-48，配備新發佈的第一代雪佛蘭科邁羅。最初350為跑車引擎，但次年起也被用於雪佛蘭諾瓦（Chevrolet Nova），並迅速成為了雪佛蘭的標準V8引擎。1969年起，幾乎所有的雪佛蘭車型都有350引擎版本。此外加拿大市場的龐帝克也有配備350的版本。
350引擎自身也成為一個龐大的家族，成員可以細分如下：